# Partit Socialista (Argentina)
El Partit Socialista o Partido Socialista (PS) és un partit polític socialdemòcrata de l'Argentina.
La història del socialisme argentí va començar a la dècada de 1890, quan un grup de persones, entre els quals hi havia Juan B. Justo, van expressar la necessitat de defensar i impulsar polítiques socials.
El Partit Socialista es va fundar el 1896, essent dirigit per Juan Justo i Nicolás Repetto. El partit es va afiliar a la Segona Internacional. Entre 1924 i 1940 va ser membre de la Internacional Obrera i Socialista.
Al llarg de la seva vida, el partit va patir diverses fractures (el Partit Socialista Internacional, que va esdevenir el Partit Comunista de l'Argentina) i el Partit Socialista Independent van ser els més destacats). La fractura més important va succeir a la dècada de 1960, quan el partit es va dividir en dos: el sector més radical va formar el Partit Socialista Argentí (PSA), i el més moderat el Partit Socialista Democràtic (PSD). El 1966 el PSA es divideix amb dues faccions:Vanguardia Comunista i Partit Socialista d'Avantguarda. L'any 1972, la resta del PSA, juntament amb altres grups d'esquerra van formar el Partit Socialista Popular. Finalment, el PSP i el PSD es van unificar el 2002, formant novament el Partit Socialista.
Alguns dels dirigents socialistes més destacats de l'Argentina són Alfredo Palacios, que va ser el primer parlamentari socialista d'Amèrica (1904) i el Senador durant la dècada de 1920, Juan B. Justo, metge, filòsof, escriptor i líder del partit fins a la seva mort el 1928, Alícia Moreau de Justo, (1895-1986), esposa de Justo, que va ser durant anys l'editora del periodic del partit La Vanguardia, Guillermo Estévez Boero, fundador del Partit Socialista Popular, i Alfredo Bravo, un mestre, sindicalista, defensor dels drets humans militant i legislador respectat en les dues últimes dècades del segle XX (mort el 2003).
Perjudicat pel bipartidisme del Partit Justicialista i la Unió Cívica Radical, el Partit Socialista de l'Argentina no ha destacat fins al moment a nivell nacional, però manté un bastió electoral a la província de Santa Fe, i en particular a la ciutat de Rosario, on tots els intendents han format part del PS des de l'any 1989. L'exintendent de Rosario Hermes Binner, amb el pas del temps, ha estat reconegut com un personatge de referència del socialisme argentí. En les eleccions parlamentàries de 2005 una aliança socialista-radical encapçalada per Binner va obtenir 5 escons a la Cambra de Diputats de la Nació, i en les eleccions de 2007 Binner, líder d'una àmplia coalició de centreesquerra política (el Front Progressista, Cívic i Social), es va convertir en el primer socialista elegit governador d'una província argentina.
L'actual president del partit és Rubén Giustiniani (senador per Santa Fe).